# Stettin La 11
Die Stettin La 11 war ein von der Flugtechnischen Arbeitsgemeinschaft (FAG) an der Staatlichen Ingenieurschule Stettin hergestelltes einsitziges Leichtflugzeug.

## Geschichte
Die La 11 (Bau-Nr. 9, Luftfahrzeugkennzeichen D-YLAS) entstand 1936 unter der Leitung Hermann Landmanns bei der FAG Stettin, die an Wasserflugproblemen forschte. Es nahm am Vergleichsfliegen für Motorgleiter im Oktober 1937 in Rangsdorf teil und flog mit H. Schumacher über die Alpen. Das Flugzeug erhielt in der dann La 11 W genannten Modifikation zwischen den Schwimmern einen Wassertragflügel zur Verkürzung der Startstrecke. Im Juni 1940 erfolgte ein erster Wasserstart auf den 780 l verdrängenden Schwimmern und 1943 Versuche auf dem Chiemsee.

## Konstruktion
Die La 11 war ein abgestrebter Schulterdecker in Holzbauweise. Der Rumpf war mit Sperrholz beplankt. Die rechteckige, stoffbespannte Tragfläche war zweiteilig mit zwei I-Profil-Holmen und Fachwerkrippen aus Holz ausgeführt und mit sperrholzverkleideten Stahlrohr-V-Streben am Rumpf abgestützt. Sie war abnehmbar gestaltet und konnte beidseitig am Rumpf angehängt werden. Das Leitwerk war stoffbespannt, der Rumpf und die optionalen Schwimmer sperrholzbeplankt. Angetrieben wurde das Flugzeug von einem Daimler F7502 mit 23 PS (17 kW), der 1:3 untersetzt auf einen starren Zweiblatt-Holzpropeller mit 2,25 m Propellerkreisdurchmesser wirkte.
Das Radfahrwerk mit 380 × 150 mm Niederdruckbereifung war nicht bremsbar. Das Schwimmwerk wog 50 kg und bestand aus mit Balsaholz stromlinienförmig verkleideten Stahlrohren und einstufigen Holzschwimmern.

## Technische Daten
| Kenngröße                         | La 11                            | La 11 W                          |
| --------------------------------- | -------------------------------- | -------------------------------- |
| Besatzung                         | 1                                | 1                                |
| Länge                             | 6,10 m                           | 6,10 m                           |
| Spannweite                        | 10,50 m                          | 10,50 m                          |
| Höhe                              | 2,10 m                           | 2,10 m                           |
| Spurweite                         | 1,14 m                           | 1,80 m (Schwimmer)               |
| Flügelfläche mit QR               | 14,50 m²                         | 14,50 m²                         |
| Fläche Querruder (QR)             | 1,50 m²                          | 1,50 m²                          |
| Fläche Höhenleitwerk              | 2,10 m²                          | 2,10 m²                          |
| Fläche Seitenleitwerk             | 0,73 m²                          | 0,73 m²                          |
| Pfeilung                          | 8,5°                             | 8,0°                             |
| V-Form                            | 0°                               | 0°                               |
| Wurzeltiefe                       | 1,50 m                           | 1,50 m                           |
| mittl. Flächentiefe               | 1,38 m                           | 1,38 m                           |
| Flügelstreckung                   | 7,60                             | 7,60                             |
| Bruchlastvielfaches               | 8,00                             | 7,0 (P 3)                        |
| Flächenbelastung                  | 22,45 kg/m²                      | 24,80 kg/m²                      |
| Leistungsbelastung                | 14,00 kg/PS                      | 15,64 kg/PS                      |
| Flächenleistung                   | 1,60 PS/m²                       | 1,58 PS/m²                       |
| Schraubenflächenleistung          | 5,83 PS/m²                       | 5,78 PS/m²                       |
| Rüstmasse                         | 215 kg                           | 250 kg                           |
| Zuladung                          | 110 kg                           | 110 kg                           |
| Startmasse                        | 325 kg                           | 360 kg                           |
| Triebwerk                         | ein Daimler F7502; 23 PS (17 kW) | ein Daimler F7502; 23 PS (17 kW) |
| Kraftstoffverbrauch               | 9,0 l/100 km                     | 10,0 l/100 km                    |
| Schmierstoffverbrauch             | 0,5 l/100 km                     | 0,5 l/100 km                     |
| Höchstgeschwindigkeit             | 120 km/h                         | 105 km/h                         |
| Reisegeschwindigkeit              | 100 km/h                         | 90 km/h                          |
| Landegeschwindigkeit              | 45 km/h                          | 48 km/h                          |
| Steiggeschwindigkeit in Bodennähe | 1,70 m/s                         | 1,20 m/s                         |
| Steigzeit auf 1000 m Höhe         | 9,0 min                          | 15,0 min                         |
| Dienstgipfelhöhe                  | 3500 m                           |                                  |
| Flugdauer                         | 4 h                              | 4 h                              |
| Reichweite                        | 450 km                           | 350 km                           |